# Catedral de Echemiazim
A Catedral de Echemiazim (também chamada de Catedral da Santa Echmiatsin, Santa Echmiatsin (Սուրբ Էջմիածին, Surb Ejmiatsin) ou simplesmente Echmiatsin. Também escrita Ejmiatsin, ou Edjmiadsin.}} (em armênio/arménio:  Էջմիածնի Մայր Տաճար, Ēǰmiatsni Mayr Tačar) é a igreja mãe da Igreja Apostólica Armênia localizada na cidade de Valarsapate, "o quartel-general espiritual e administrativo da Igreja Armênia no mundo todo", e inclui, além da catedral, outros edifícios como a Residência Pontífica (‘’Veharan’’). O complexo todo é chamado, algumas vezes, de Mosteiro de Echemiazim. De acordo com alguns estudiosos, foi a primeira catedral construída no antigo Reino da Armênia e é considerada a mais antiga do mundo.
A igreja original foi construída no século IV – entre 301 e 303 de acordo com a tradição – pelo santo protetor da Armênia, Gregório o Iluminador, seguindo a adoção do Cristianismo como religião de estado pelo Rei Tiridates III. Ela substituiu um templo preexistente, simbolizando a conversão do paganismo para o Cristianismo. O formato atual da catedral foi construído em 483/4 por Vaanes I Mamicônio, após um dano enorme graças à invasão persa. Da sua fundação até a segunda metade do século V, Echemiazim foi a sede da Igreja Armênia.
Embora nunca tenha perdido sua importância, a catedral sofreu com a negligência no passar dos séculos. Em 1441 foi restaurada e permanece no mesmo estilo até hoje. Echemiazim foi pilhada pelo Xá Abas I da Pérsia em 1604, quando suas relíquias e pedras foram levadas. Campanários foram adicionados na segunda metade do século XVII e em 1868 uma sacristia foi construída na porção leste da catedral. Hoje, ela incorpora estilos de diferentes períodos da arquitetura armênia.  Alexander Sahinian argumentou que Etchmiadzim ocupa uma posição única na história da arquitetura armênia (e não é armênia) porque reproduz características de diferentes períodos da arquitetura armênia. Isso torna o edifício de "imenso interesse arquitetónico"."
No Ocidente, o seu estilo tem sido tradicionalmente descrito como bizantino ou vinculado à arquitetura bizantina. Ranuccio Bianchi Bandinelli discordou, afirmando que as igrejas arménias do século IV, incluindo a Etchmiadzin, diferem consideravelmente da arquitetura bizantina da era Justiniana de Constantinopla. Diminuída durante o período soviético, Echemiazim foi revivida novamente na segunda metade do século XX e com a independência da Armênia.[carece de fontes?]
Por ser o principal centro espiritual da muitos armênios ao redor do mundo, Echemiazim tem sido um importante local de peregrinação, não somente religiosa, mas também política, econômica e cultural. Como local de peregrinação, é um dos locais mais visitados de toda a Armênia.
O nome significa na língua armênia clássica "descida do unigênito", um atributo de Jesus Cristo como filho único de Deus.  O morfema miadzin é parte da tradução armênia do Credo Niceno.

## Imagens

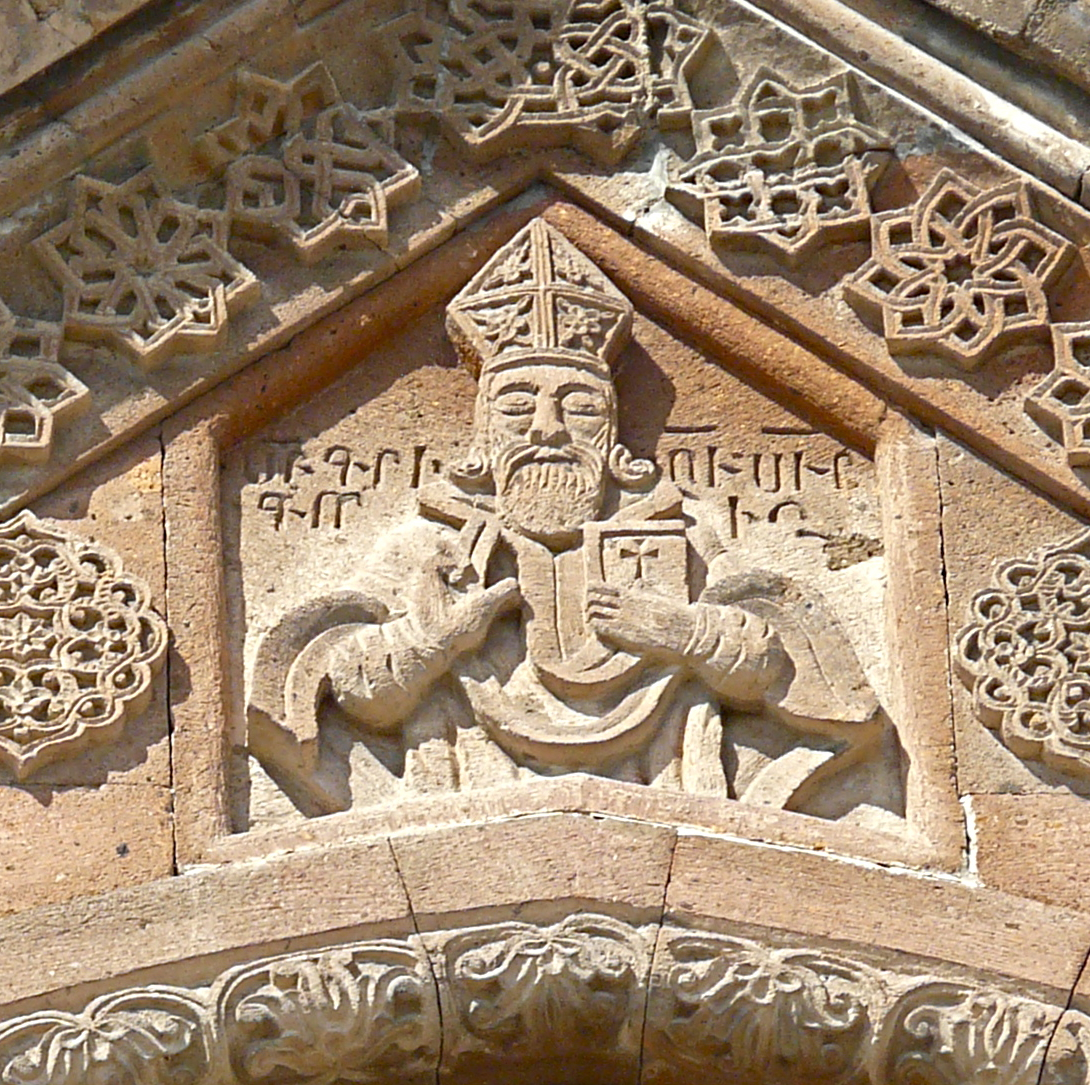
Relevo de Gregório o Iluminador
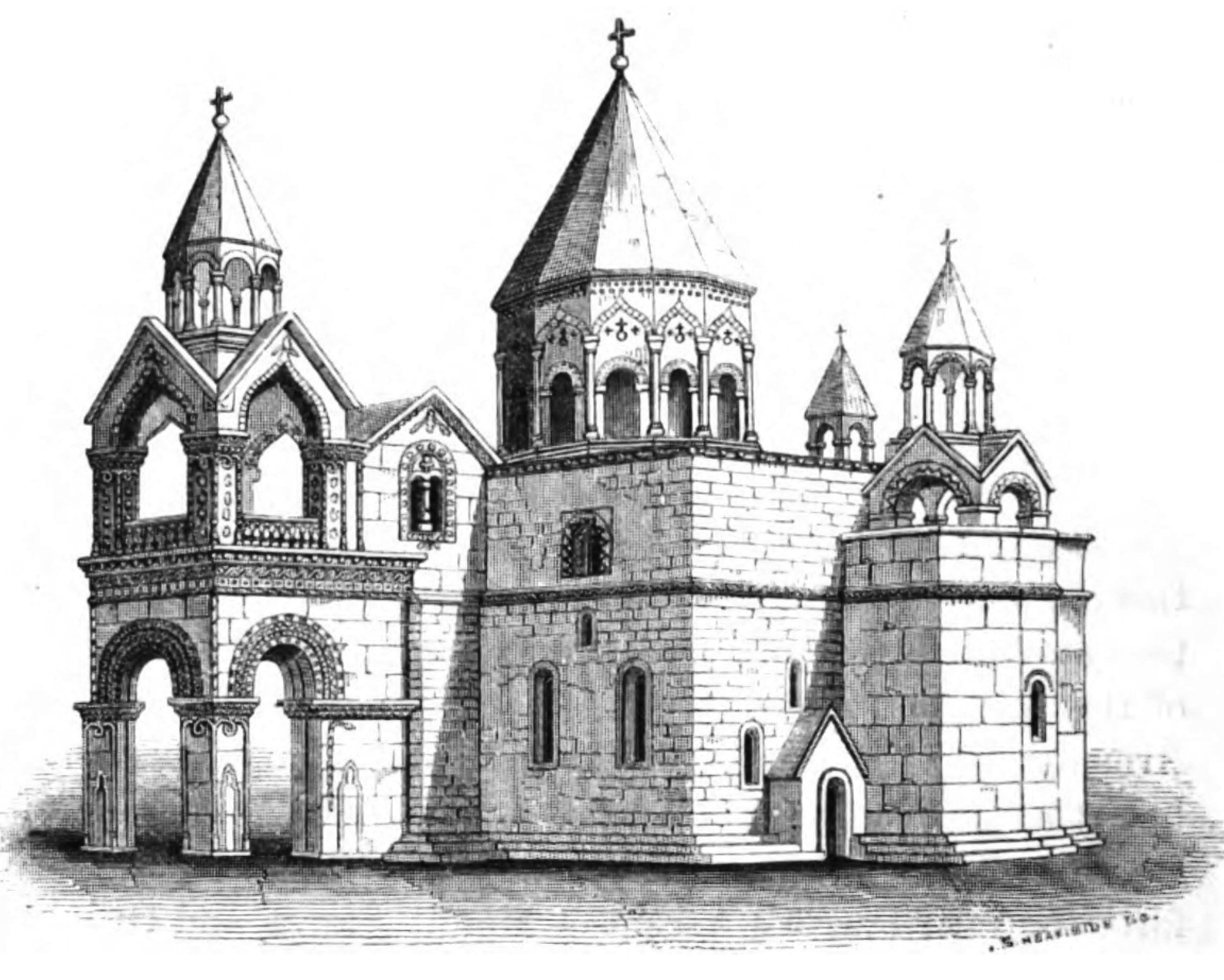
Desenho da catedral de 1850
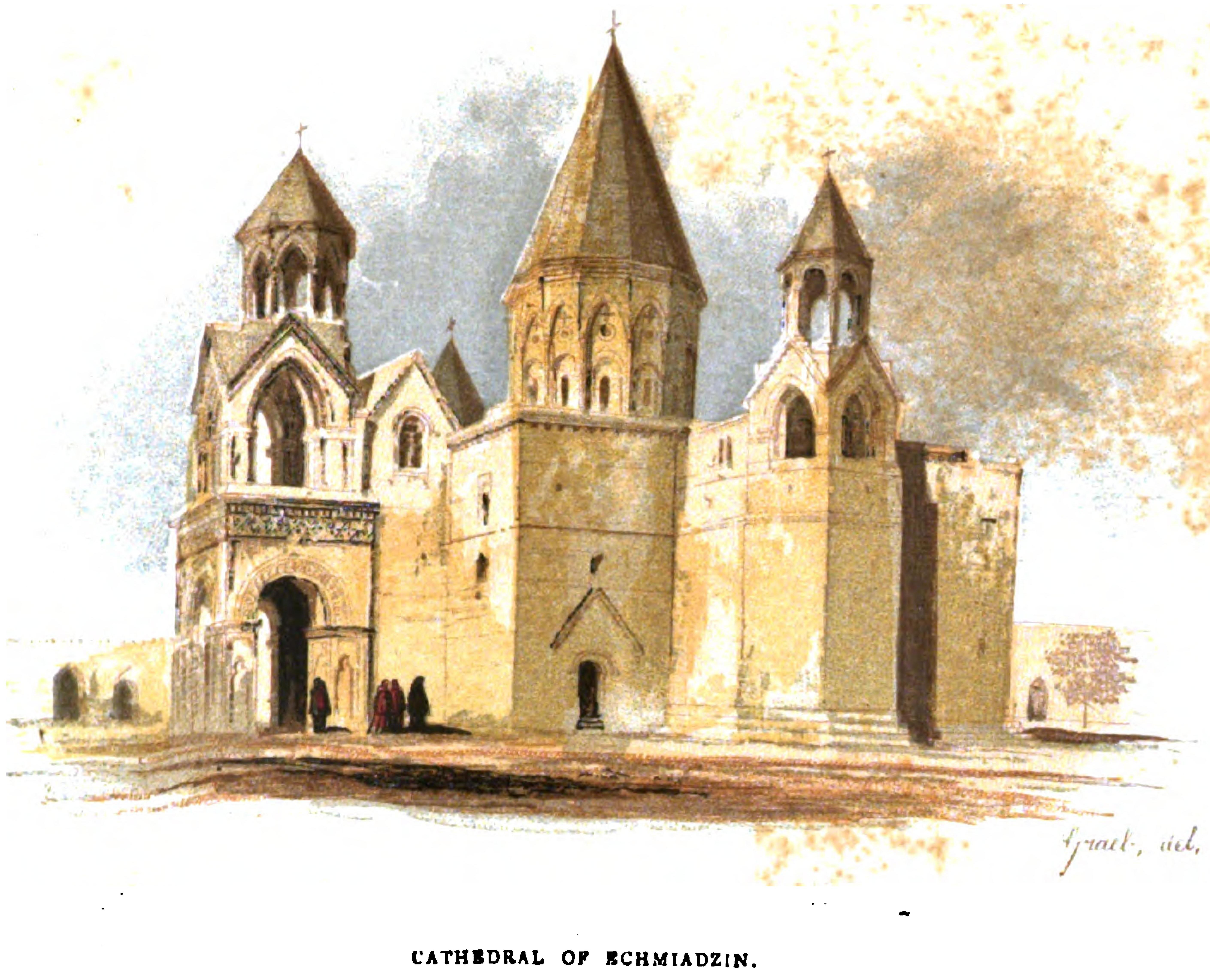
Desenho de August von Haxthausen, 1854
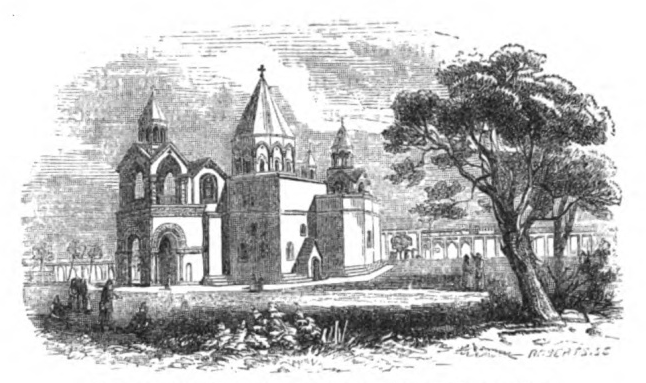
Desenho de Robert Sears, 1855
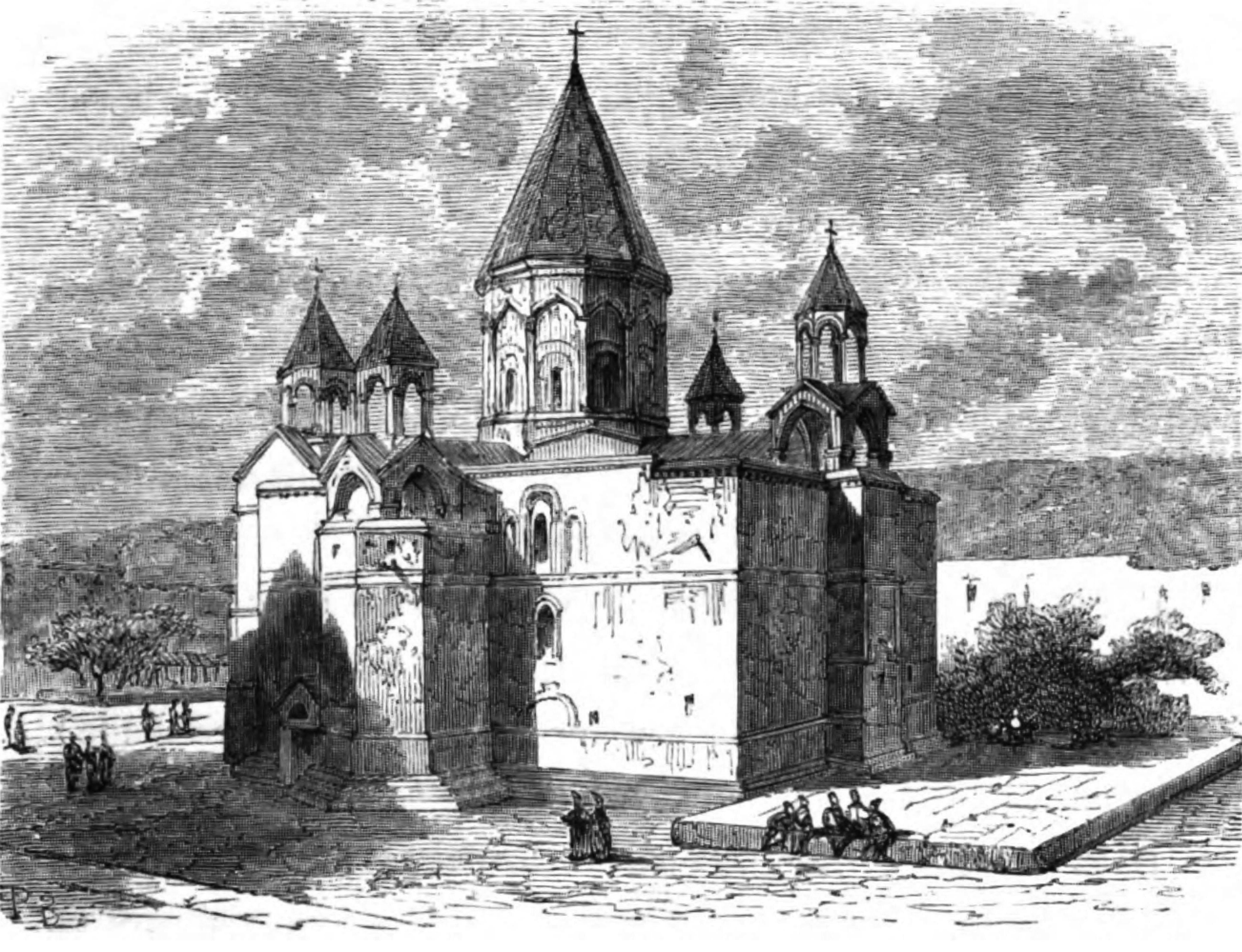
Desenho de Floriant Gille, 1859

## UNESCO
A UNESCO inscreveu a Catedral e Igrejas de Echmiatsin e o Sítio Arqueológico de Zvartnots como Patrimônio Mundial por "ilustrarem graficamente a evolução e desenvolvimento da igreja com hall em cruza e domo central típico da Armênia, que exerceu uma profunda influência no desenvolvimento arquitetônico e artístico da região"